# Guldlockmossa
Guldlockmossa (Homalothecium sericeum) är en mossa som hör till de egentliga bladmossorna. 
Mossan har ett typiskt krypande växtsätt och tätt sittande böjda sidogrenar som ger den ett något lockigt utseende, särskilt vid torka. De upp till 4 millimeter långa bladen är spetsiga och långsmala. 
Guldlockmossan växer på underlag som stenar, klippor och trädstammar, gärna kalkrika sådana. Trädslag den växer på är exempelvis ask och alm.